# 桃色ゲームチャンネル
『桃色♡ゲームチャンネル』（ももいろゲームチャンネル）は、インターネットテレビ局AbemaTVのウルトラゲームスで2018年1月25日から4月26日まで配信されていたゲームバラエティ番組である。タイトルロゴは「桃色♡―GAME CHANNEL―」。

## 番組概要
男性お笑い芸人と女性桃色ガールがゲームで対戦し、ゲームの面白さを伝えるゲームバラエティ。ゲームをがんばった男性陣にはちょっと桃色なご褒美“桃色チャンス”の権利が与えられた。
ゲームで敗退するとお色気シーンが見られない視聴者から本気の批判コメントがくるため、もっともゲームプレイ対応力が求められるゲームチャンネルらしいゲーム番組とする一方、しずる2人は「スタッフの中一マインドが全開放された番組」と例えている。また、スタッフの興奮を表す心の声としてガスホーン音が要所で使用されていた。推奨ハッシュタグは「#桃色ゲーム」。
あくまでゲーム番組だが演出が桃色すぎるという理由でAbemaTV側からイエローカードが続出。#2以降は深夜帯に枠移動され、#3配信時には過去回のビデオ配信が一時停止された。2月14日に#3の見逃し配信が開始。のちに#1、#2もアーカイブ配信が開始されたが約30分短縮編集されたのち、局部ぼかしの処理がされていた。#11は2018年6月現在もアーカイブされず、欠番扱いとなっていた。
#11配信最後に上層部からスタッフを通じてMC陣にレッドカードが渡され、2018年4月いっぱいでの番組終了が発表された。翌週は特番により休止。#12では東京オリンピックが近づきすべてのエロが規制されたという設定のもと、MCと桃色ガールズの立場が逆転。私服のAV女優がMCを務め、男性芸人が空色ボーイズとしてゲームをする健全ゲーム番組「空色ゲームチャンネル」となった。
最終回♯13は「宴会打ち上げスペシャル」として渋谷の飲食店から配信。伝説となった回や未アーカイブの回などを振り返り、リクエストのあった桃色チャンスに挑む「お願いゲームチャンネル」が行われた。

## 出演者

### 男性芸人チーム

#### メインMC
- さらば青春の光（森田哲矢、東ブクロ）（#1 - 12） - #12では空色ボーイズ
- ニューヨーク（嶋佐和也、屋敷裕政）（#1 - 13）
- しずる（村上純、池田一真）（#2 - 13）

うち2組を原則として、調整つかない場合はゲストが加わった。

#### ゲストMC
- ライス（関町知弘、田所仁）（#3、4）
- コロコロチキチキペッパーズ（西野創人、ナダル）（#6、11）
- 鬼越トマホーク（金ちゃん、坂井良多）（#8、10、13） - #12では空色ボーイズ、#13は飛び入り参加。
- デニス（植野行雄、松下宣夫）（#9）

### 桃色ガールズ
週替わりで4名が出演。シルバーとブルーのユニフォームで登場し、男性芸人チームの対戦相手を務める。番組最後の星座占いコーナーも担当。登場時には固有アビリティが紹介される。番組最後に視聴者投票でMVPを選出。なお、下着は自前のものであった。
- AIKA - 隔週レギュラー
- きみと歩実 - 隔週レギュラー

#### 過去のベスト桃色ガール（MVP）
- 小倉由菜（#1）[6]
- 戸田真琴（#2[7]、7）
- 大槻ひびき（#3）[8]
- 麻里梨夏（#4）
- 榎本美咲（#5）
- きみと歩実（#6）
- 桐谷まつり（#8）
- AIKA（#9）
- 蓮実クレア（#10）
- あおいれな（#11）
- 金ちゃん（#12）※ベスト水色ボーイズ
- AIKA、きみと歩実、榎本美咲、花咲いあん、大槻ひびき（#13）[注 2]

なお「空色ゲームチャンネル」ではAIKA、きみと歩実、桐谷まつり、小倉由菜がMCを務めた。

### 罰執行人
- べギラマU子（#2 - 13）

ゲーム敗者にお仕置き罰ゲームを行う。レギュラー陣が隔週ペースのため、もっとも出演が多い。#7で70歳の誕生日を迎えた。

## 主なコーナー
桃色ゲームチャンス（#1 - 12）
桃色チャンス権を争うメインコーナーおよび権利を行使して行うご褒美コーナー。桃色ガールとゲームで対決し一定の条件で勝利すれば、桃色ガールズ1名と桃色スペースで“桃色ゲーム（桃色チャンス）”が行えた。
プレイゲームは「ソーセージレジェンド」「かわうそバトル」「どうぶつタワーバトル」などスマホアプリゲームが多かった。据え置きゲームでは「Ultimate Chicken Horse」（PlayStation 4）を使用。#9では機材トラブルのため、あっちむいてホイが行われるなど後述のコーナーを含めて必ずしもビデオゲームに固執していない。
また、対戦で条件を満たせばスペシャル桃色ゲームチャンス権が獲得できる（初獲得は#6）。達成できなかった場合はおおむねお仕置き（罰ゲーム）が待ち受けている。
桃色チャンス
桃色ゲームチャンスで得られた権利で挑戦できるご褒美ゲームコーナー。本来の意味を考慮するとは"桃色ゲーム"だと思われるが、番組中ではテロップなどでも桃色チャンス（桃色CHANCEの表記もあり）もしくは派生したこちらも桃色ゲームチャンスと呼ばれていた。番組スタート時に4種～6種の設定だけ説明され、行使時にその中から選ぶ仕組み。ゲームと名は付くものの、カードで提示された設定に基づいたコスチュームプレイである。プレイは桃色スペースと呼ばれるピンクの壁に覆われたスタジオの隅で行われ、芸人がウェアラブルカメラで撮影し、視聴者もこれを通して観閲できた。
付随する生着替えは桃色スペースで1分限定で行われ、制限時間を超えるとカメラマンが突入する（いわゆる熱湯コマーシャル方式）。
初期には「しりとりしながら股間を電動歯ブラシで刺激する」、「裸にワイシャツを羽織ってもらい水鉄砲をかける」など直接的すぎるゲームもあったが、Abemaビデオ分ではカットされた。
選ばれなかった"桃色ゲーム項目"は概ね次週に持ち越され、名前は気になるが選択しづらい「スケボーボーイ」シリーズは最終回で披露された。
チンスタ映えクイーン（#1、2、5）
桃色ガールがあるテーマに沿った自画撮り写真を披露。ナンバーワンを視聴者投票で決めるコーナー。#4では配信時間内に収まらなかったため、アーカイブコンテンツとして収録された。
桃色ダービー（#3 - 11）
視聴者参加型桃色ガールダービークイズ。第3回ではチョコアイス早舐め。第6回は桃色目隠しテイスティング。そのほか足で缶を高く積むゲームなど。
クイズ合わせましょう（#6、8、9、11 - 13）
問いを投げかけ、桃色ガール4人の答えが一致しなければビリビリ電流が流されるという古典的ゲーム。
桃色星座占い（#1 - 10）
番組最後に行われる12星座占い。読み上げは桃色ガールズの中から1名が行った。もっとも運勢が悪い星座にはラッキーカラーがニプレスや臀部に貼られたシールで示される。フェイントとしてべギラマU子に貼られていたこともあった。
腰フリ最速ガールは誰だ!?騎乗位マン歩計（#1）
桃色ガールズが騎乗位の形で芸人にまたがり、スクワットの回数を競う。芸人の胸には見上げる形でウェアラブルカメラがつけられる。Abemaビデオでは大幅にカットされている。
ノーブラガールを予想せよ（#2）
ニットを着た桃色ガールの中からノーブラは誰かを当てる知的推理ゲームコーナー。マジックハンドで感触を確かめることは可能。当てることができれば桃色チャンスを獲得できた。事実上桃色ダービーの叩き台企画となった。こちらも乳輪こそ指で隠したもののバストが出たということでAbemaビデオでは大幅にカット、修正されていた。なお不正解のはずの1名も動いてる最中にブラが落ちており、事実上のノーブラだった。
ギリやれるかも控室（#3）
ガールズが男性陣の「ギリやれる」「ギリやれない」を判定するコーナー。「やれたかも委員会」のパロディ。もっともやれない男性にはなぜか罰ゲームが下される。
作家海野の桃色シミュレーション
Abemaビデオのみの次回予告番組。次回投入予定の“桃色ゲーム”を桃色ガール1名と、番組放送作家の海野でテストプレイした。

## その他
- シャトーアメーバのミーティングスペースにセットを建込み収録されていた。
- 深夜帯に移行して以降、配信時間および収録場所が同じくAV女優を多数レギュラー起用する恵比寿マスカッツ 1.5 真夜中のワイドショーとほぼ同一となっていた（両番組とも生配信番組）。

## 配信リスト
| 放送回 | 初回放送日     | MC                                          | 桃色ガールズ                                    | 備考                |
| ------ | -------------- | ------------------------------------------- | ----------------------------------------------- | ------------------- |
| #1     | 2018年 1月25日 | さらば青春の光 ニューヨーク                 | AIKA 羽月希 尾上若葉 小倉由菜                   | Abemaビデオ短縮配信 |
| #2     | 2月1日         | しずる ニューヨーク                         | あおいれな きみと歩実 澁谷果歩 戸田真琴         | Abemaビデオ短縮配信 |
| #3     | 2月8日         | しずる ライス                               | AIKA 五十嵐星蘭 大槻ひびき 松本菜奈実           |                     |
| #4     | 2月15日        | ニューヨーク ライス                         | きみと歩実 ななせ麻衣 羽月希 麻里梨夏           |                     |
| #5     | 2月22日        | さらば青春の光 ニューヨーク                 | AIKA 榎本美咲 桐谷まつり 優木カリナ             |                     |
| #6     | 3月1日         | しずる コロコロチキチキペッパーズ           | きみと歩実 七菜原ココ 羽月希 葉月美音           |                     |
| #7     | 3月8日         | さらば青春の光 ニューヨーク                 | AIKA 大槻ひびき 戸田真琴 花咲いあん             |                     |
| #8     | 3月15日        | しずる 鬼越トマホーク                       | 蓮実クレア 桜空もも 桐谷まつり 初美りん         |                     |
| ♯9     | 3月22日        | さらば青春の光 デニス                       | AIKA きみと歩実 三田杏 小倉由菜                 |                     |
| #10    | 3月29日        | ニューヨーク 鬼越トマホーク                 | 蓮実クレア きみと歩実 花咲いあん 生田みく       |                     |
| #11    | 4月15日        | さらば青春の光 コロコロチキチキペッパーズ   | 大槻ひびき 桐谷まつり あおいれな 若月みいな     | Abemaビデオ未配信   |
| #12    | 4月19日        | AIKA きみと歩実 桐谷まつり 小倉由菜         | さらば青春の光 鬼越トマホーク （※水色ボーイズ） | 男女逆転回          |
| #13    | 4月26日        | ニューヨーク しずる ※ゲスト：鬼越トマホーク | AIKA きみと歩実 榎本美咲 花咲いあん 大槻ひびき  |                     |

## スタッフ
- 放送作家：海野健郎[12]
- ディレクター：斎藤ノエル龍佑[13]
- 制作協力：クラフト[14]
- 制作著作：AbemaTV